# Tereșcenkî, Bilopillea
Tereșcenkî (în ucraineană Терещенки) este localitatea de reședință a comunei Tereșcenkî din raionul Bilopillea, regiunea Sumî, Ucraina.

## Demografie
Componența lingvistică a localității Tereșcenkî
     Ucraineană (98,73%)
     Alte limbi (1,26%)
Conform recensământului din 2001, majoritatea populației localității Tereșcenkî era vorbitoare de ucraineană (98,73%), existând în minoritate și vorbitori de alte limbi.